# Карлсбад (Баден)
Вижте пояснителната страница за други значения на Карлсбад.
Карлсбад (на немски: Karlsbad) е община (Gemeinde) в Баден-Вюртемберг, Германия с площ 38,01 km² и 15 600 жители (към 31 декември 2012) на 13 km югоизточно от Карлсруе.
Карлсбад е образуван на 1 септември 1971 г. от общините Ауербах, Итерсбах, Лангенщайнбах, Мучелбах и Шпилберг.